# サラク
サラク(学名：Salacca zalacca、インドネシア語・マレーシア語：Salak）はヤシの一種で、ヤシ科サラカヤシ属に属する。和名はサラカヤシまたはサラクヤシといい、サラッ、サラックとも音訳される。シノニムはS. edulisまたはCalamus zalacca。インドネシアとマレーシアに自生する。ヤシの仲間としては大変茎が短いが、葉は6mに達する。葉は、長さ15cmに達するとげのある2mの葉柄と多数の小葉とから成る。
果実は葉の付け根に房となって実る。実がスネークフルーツ (snakefruit) とも呼ばれるのは、実の皮が赤褐色で鱗状になっているからである。果皮も鋭い刺に覆われている。大きさと輪郭だけは、熟したイチジクの実と似ている。
果肉は食用。実の先をつまんで引きちぎるようにすると、ぱりっと皮が外れるようにして剥ける。中身は白く、3つくらいの大小の房に分かれていて、大きな房の中には種が入っている。種は食べられない。油っぽいような独特の匂いがあり、味は普通甘く、酸味と共に多少渋みがある。リンゴのような歯ごたえだが、品種によって歯触りが異なり、乾いてもろいものから水分が多くてぽりぽりしたものまで多様である。現地では生食のほかに砂糖煮などに加工されている。

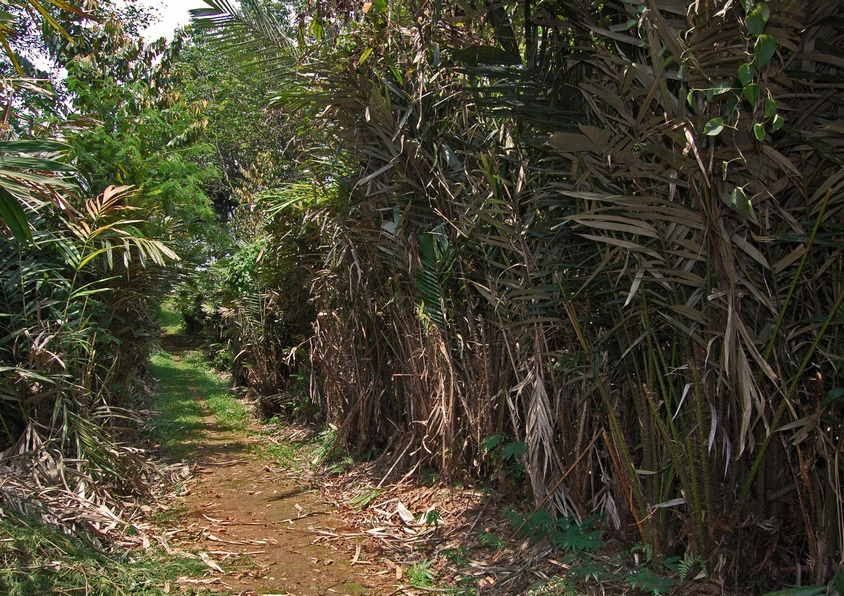
サラカヤシ
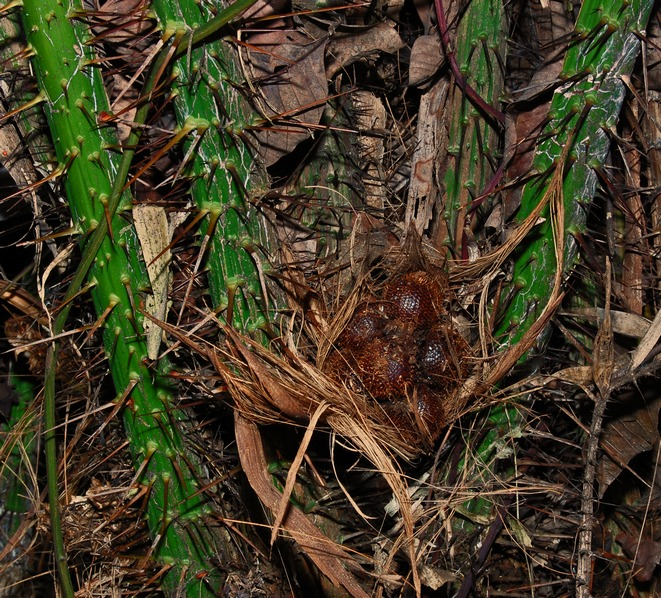
若い果実